# Jan Maria Suchomel

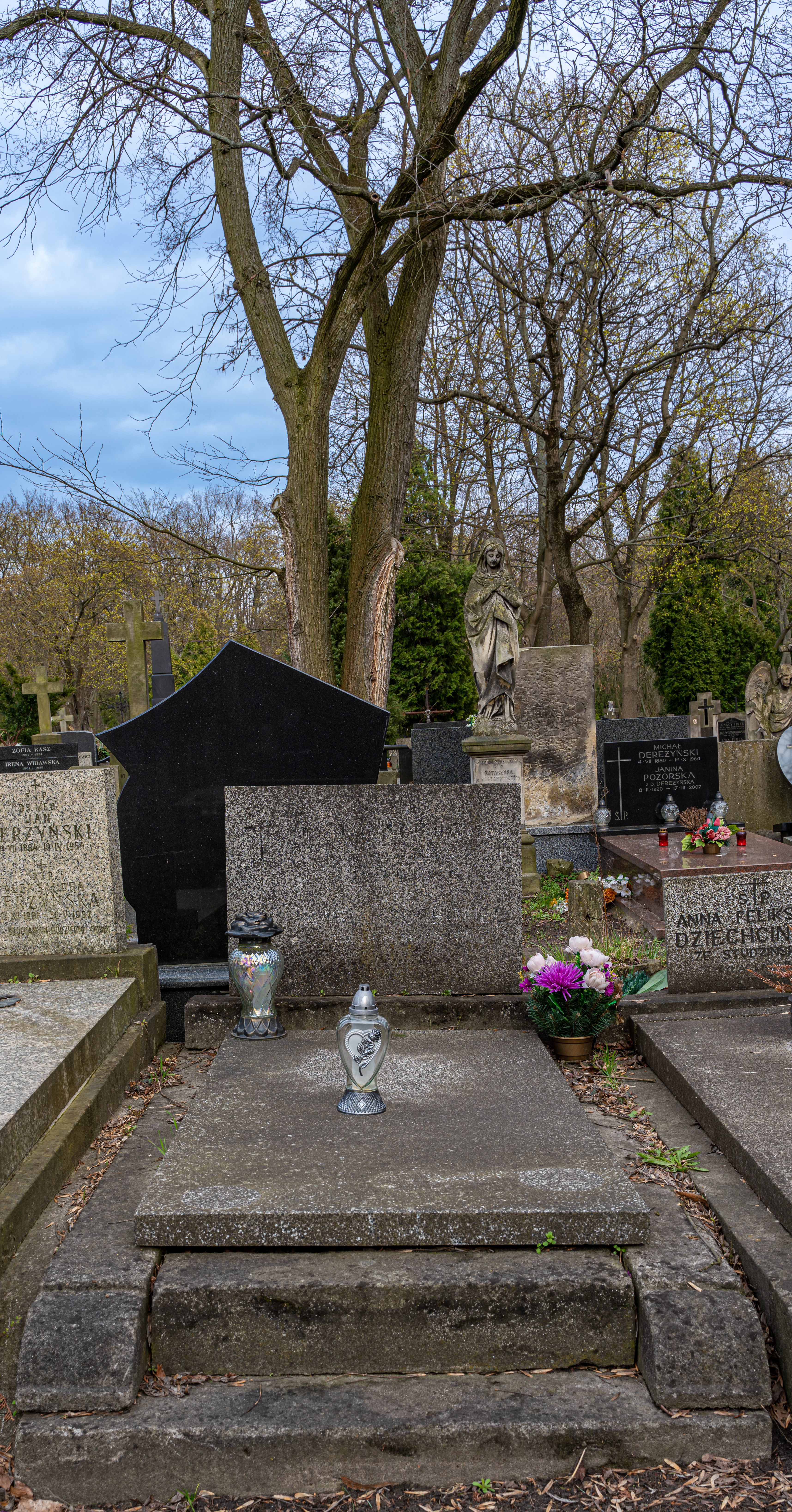
Grób Jana Marii Suchomela na cmentarzu Powązkowskim

Jan Maria Suchomel ps. „Janek”, „Doktór” (ur. 21, 22 lub 23 bądź 24 czerwca 1906 we Lwowie, zm. 13 kwietnia 1954) – polski lekarz rentgenolog z tytułem doktora, kapitan lekarz służby zdrowia Wojska Polskiego II RP, podczas II wojny światowej działacz konspiracji, żołnierz Związku Walki Zbrojnej i Armii Krajowej, oficer Obwodu „OP-23” ZWZ/AK Sanok, po wojnie major ludowego Wojska Polskiego.

## Życiorys
Urodził się 21 lub 22 bądź 24 czerwca 1906 we Lwowie jako najmłodsze z 11 dzieci Wincenta (zm. 1924) i Anny z domu Fucik. Rodzice byli zatrudnieni w Teatrze Wielkim we Lwowie, ojciec jako muzyk, a matka jako garderobiana. Jan Maria Suchomel był uczniem VII Państwowego Gimnazjum im. Tadeusza Kościuszki we Lwowie. Ukończył gimnazjum we Lwowie. Od 27 lipca 1928 uczył się w Szkole Podchorążych Sanitarnych w Warszawie. Ukończył studia medyczne na Wydziale Lekarskim Uniwersytetu Warszawskiego, otrzymując dyplom 20 grudnia 1934. Uzyskał stopień doktora nauk lekarskich, był specjalistą rentgenologiem. 25 maja 1935 został mianowany na stopień podporucznika w korpusie oficerów sanitarnych ze starszeństwem z dniem 1 stycznia 1935. Był zatrudniony w szpitalach wojskowych. Pełnił stanowisko lekarza pułkowego 2 pułku strzelców podhalańskich w Sanoku od 22 lipca 1937. Został awansowany do stopnia kapitana. 5 grudnia 1938 został mianowany na stanowisko naczelnego lekarza 202 Rezerwowego pułku piechoty, powstałego w ramach Śląsko-Cieszyńskiej Półbrygady Obrony Narodowej. Do 1939 był członkiem Lwowskiej Izby Lekarskiej. Do 1939, a także w późniejszych latach figurował pod adresem Rynek 15 w Sanoku.
W okresie mobilizacji 1939 w sierpniu 1939 jednostka została sformowana jako 202 pułk piechoty. Po wybuchu II wojny światowej w szeregach pułku (w składzie 21 Dywizji Piechoty Górskiej w ramach Armii „Karpaty”) J.M. Suchomel odbył szlak kampanii wrześniowej 1939 (Cieszyn, Bielsko-Biała, Pszczyna, Kraków, Tarnogród, Oleszyce). Po klęsce wojny obronnej i rozbiciu pułku Suchomel pracował na stanowisku szefa oddziału rentgenowskiego Szpitala Okręgowego w Chełmie. Stamtąd w okresie trwającej okupacji niemieckiej przedostał się do Sanoka na przełomie kwietnia/maja 1940 (w Krakowie Niemcy przejęli jego mieszkanie). Podczas okupacji niemieckiej zamieszkiwał w Sanoku w poprzednio zajmowanym miejscu, lecz przemianowanym adresem Ringplatz 15. Od 1 czerwca 1940 kierował miejscowym Ośrodkiem Zdrowia i pełnił funkcję lekarza miejscowego więzienia. Zaangażował się w działalność konspiracyjną i został zaprzysiężony w Związku Walki Zbrojnej pod pseudonimem „Janek”, działał także pod kryptonimem „Doktór”. Udzielał pomocy lekarskiej więźniom torturowanym przez gestapo, a jednocześnie był łącznikiem w sieci przekazywanych wiadomości między więźniami a światem zewnętrznym. W zakresie pomocy sanitarnej współpracował z Apteką Obwodową Kawskich w Sanoku (pracował w niej m.in. działacz konspiracji Stanisław Kawski). Funkcjonował w dziale wywiadu więziennego (pod)odcinka łączności działającego pod kryptonimem „Bronisława” w Sanoku, której przewodził Bronisław Nowak ps. „Brzoza”. Brał czynny udział w akcji uwolnienia aresztowanej i osadzonej w więzieniu kurierki Marii Szerockiej ps. „Mucha” (po wstrzyknięciu jej środka wywołującego stan chorobowy, została przewieziona do szpitala, skąd została wykradziona przez działaczy polskiego podziemia). Ponadto uczestniczył w akcjach dywersyjnych. Pełnił funkcję zastępcy lekarza obwodu „OP-23” ZWZ/AK Sanok od czerwca 1940 do kwietnia 1942. Od początku 1942, po przekształceniu ZWZ został oficerem Armii Krajowej. Po inwigilacji i rozpracowaniu Suchomela przez Niemców (także z użyciem konfidenta, którym był Franciszek Gorynia) 15 maja 1942 lekarz został aresztowany przez gestapo i od 27 maja 1942 był osadzony w sanockim więzieniu, poddawany torturom podczas śledztwa. Przebywał tam do 18 sierpnia 1942, po czym został przewieziony do Tarnowa. Następnie był przetrzymywany w Więzieniu Montelupich w Krakowie. Stamtąd, oskarżony o działalność w tajnej organizacji, 29 sierpnia 1942 został osadzony w obozie Auschwitz-Birkenau (numer obozowy 62158), gdzie najpierw był zatrudniony w komandach roboczych, a potem pracował jako sanitariusz i lekarz w stacji rentgenowskiej w bloku 28 obozowego szpitala (tzw. „rewir”), gdzie również działał w konspiracji. W tym czasie na polecenie władz obozu udał się na teren zlikwidowanego getta będzińskiego (1943/1944), skąd został przekazany do Auschwitz sprzęt medyczny, w tym urządzenia rentgenowskie (wraz z nim pojechał tam Stanisław Lech Zelle). Po nadejściu frontu wschodniego i ewakuacji obozu Auschwitz-Birkenau, 27 stycznia 1945 został przeniesiony do obozu Mauthausen-Gusen (nr obozowy 119301). U kresu wojny został oswobodzony 1 lub 5 maja 1945.
Po powrocie do Polski przybył do Sanoka w pogorszonym stanie zdrowia. Tam 1 lipca 1945 objął stanowisko dyrektora Szpitala Powszechnego w Sanoku. W kwietniu 1946 został powołany do służby w ludowym Wojsku Polskim w stopniu kapitana, po czym został awansowany na stopień majora. W 1946 udzielał się w życiu politycznym Sanoka jako przedstawiciel PPS. Przez następne sześć lat pracował jako lekarz w szpitalach garnizonowych. Zaangażował się w pomoc wdowom i sierotom po więźniach niemieckich obozów koncentracyjnych. Wskutek choroby Buergera przeszedł zabieg amputacji prawej nogi.
Zmarł po długiej chorobie 13 kwietnia 1954 w Warszawie w wieku 48 lat. Został pochowany na cmentarzu Powązkowskim w Warszawie 16 kwietnia 1954 (kwatera 116-6-11). Jego żoną była Maria z domu Śliwa, z zawodu kreślarka techniczna (zm. w 1975 w wieku 66 lat). Mieli córkę, Marię Suchomel Czerwińską, która przekazała potomnym pamięć o swoim ojcu.